# Dactylispa miyanotoi
Dactylispa miyanotoi es una especie de insecto coleóptero de la familia Chrysomelidae. Fue descrita por Kimoto en 1970.